# Litvinovův pakt

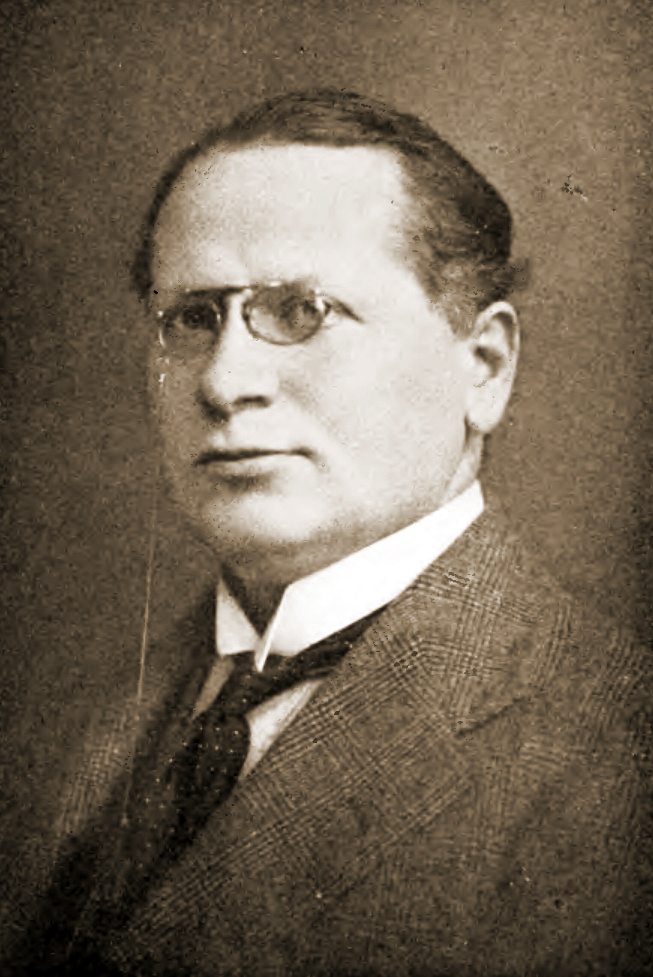
Maxim Litvinov, podle něhož je pakt pojmenován

Litvinovův pakt, uváděno také jako Litvinovův protokol, Moskevský protokol či Východní pakt, byla smlouva, uzavřená dne 9. února 1929 mezi Sovětským svazem, Polskem, Rumunskem, Lotyšskem a Estonskem, ve které se výše zmíněné státy zavázaly vzdát se řešení mezinárodních rozepří pomocí vojenské síly. O několik týdnů později přistoupily k tomuto paktu i Turecko a Litva (5. dubna 1929). K podpisu bylo vyzváno i Finsko, to však odmítlo. Jednalo se tedy o pokračovatele Briand-Kelloggova paktu ve východní Evropě.
Smlouva vzešla z iniciativy tehdejšího sovětského lidového komisaře zahraničních věcí Maxima Maximoviče Litvinova, po němž je také nazývána. Původně byl plánováno jen s Polskem a Rumunskem, ale na nátlak Varšavy byly přizvány i Estonsko a Lotyšsko. Mělo se jednat o sovětskou manifestaci mírové politiky a starosti o kolektivní ochranu mezinárodnímu společenství a sousedícím státům. Uzavření tohoto paktu byl pozoruhodný úspěch Sovětského svazu, protože byla definitivně prolomena mezinárodní izolace tohoto státu.